# Gerdau
Pour l’article homonyme, voir Gerdau (Allemagne).
 (août 2012).
Si vous disposez d'ouvrages ou d'articles de référence ou si vous connaissez des sites web de qualité traitant du thème abordé ici, merci de compléter l'article en donnant les références utiles à sa vérifiabilité et en les liant à la section « Notes et références ».
Gerdau S.A. est une entreprise sidérurgique brésilienne basée à Porto Alegre, dans l'État brésilien du Rio Grande do Sul. L'entreprise opère principalement au Brésil, mais également en Uruguay, au Chili, en Argentine, au Canada
et aux États-Unis.

## Historique
En 1869, João Gerdau migre de Hambourg au Brésil et s'installe dans l'actuelle ville d'Agudo, au sud du pays. Il crée en 1886 João Gerdau & Cia, une première activité, puis en 1901, rachète l'entreprise Fábrica de Pregos Pontas de Paris (en français : fabrique des clous des ponts de Paris), qui sera l'entreprise à l'origine du groupe Gerdau.
En 1907, João partage les entreprises créées entre ses deux fils, Hugo et Walter. Le premier hérite de la fabrique de clous, tandis que le second récupère l'usine de fournitures Gerdau. En 1914, Hugo fonde la compagnie générale des industries, qui deviendra plus tard la société Hugo Gerdau, puis Metalúrgica Gerdau, holding détenant Gerdau. En 1946, le gendre de Hugo, Curt Johannpeter, qui a épousé Helda, prend les commandes du groupe, puis l'année suivante, le groupe entre en cotation à la bourse de Porto Alegre.
En 1966, le groupe devient listé à la bourse de São Paulo, avant d'acheter un concurrent, São Judas Tadeu, l'année suivante. Celui-ci est développé dans le Sud-Est du pays, et le 15 juin 1969, Gerdau peut s'ouvrir au Nord-Est du pays en fusionnant avec Açonorte, basée à Recife, dans l'État de Pernambouc.
En 1980, l'entreprise s'ouvre pour la première fois à l'international en faisant l'acquisition de Siderúrgica Laisa, qui devient Gerdau Laisa, à Montevideo, en Uruguay. En 1983, Jorge Gerdau Johannpeter est nommé président de Gerdau.
En septembre 2014, ArcelorMittal et Gerdau vend à Nucor, l'usine sidérurgique Gallatin, située au Kentucky pour 770 millions de dollars.

## Fondation Gerdau
En 1963, la fondation Gerdau est créée, dont le but est d'œuvrer à des programmes sociaux de soins, d'éducation, de logement à destination des employés et de leurs familles.

## Filiales
Gerdau opère dans de nombreux pays, sous des noms différents:
- Corporación Centroamericana del Acero (Guatemala)
- Diaco (Colombie)
- Gerdau Aços Longos (Brésil)
- Gerdau Açominas (Brésil)
- Gerdau Aços Especiais (Brésil)
- Gerdau Ameristeel (Canada et États-Unis)
- Gerdau Aza (Chili)
- Gerdau Laisa (Uruguay)
- Gerdau Macsteel (États-Unis)
- Inca (société associée en République Dominicaine)
- Sidenor (société associée en Espagne)
- Siderperu (Pérou)
- Sidertul (Mexique)
- Sipar Gerdau (Argentine)
- Sizuca (Venezuela)
- SJK Steel (joint-venture en Inde)